# دهستان سرآب (نهاوند)
دهستان سرآب نام دهستانی در بخش گیان شهرستان نهاوند، استان همدان در ایران است. براساس سرشماری مرکز آمار ایران در سال ۱۳۸۵، جمعیت آن ۶۴۸۶ نفر (۱۵۹۱ خانوار) بوده‌است.